# Причинний зв'язок
Причи́нний зв'язо́к — це об'єктивний зв'язок між дією (бездіяльністю) тієї чи іншої особи і певним наслідком.
Питання про причинний зв'язок постає в разі притягнення особи до відповідальності за шкідливі наслідки її дії або бездіяльності при правопорушенні. Якщо закон, забороняючи те чи інше діяння, пов'язує відповідальність за нього з настанням певного шкідливого наслідку, то для притягнення особи, винної у вчиненні цього діяння, до відповідальності треба, крім інших обставин, встановити і те, що до цього наслідку спричинилися її дії або бездіяльність. В кримінальному праві причинний зв'язок є необхідним елементом об'єктивної сторони тих складів злочину, які містять вказівку не лише на заборонене діяння, а й на його шкідливий наслідок. Відсутність причинного зв'язку між протиправним діянням особи і певним шкідливим наслідком виключає можливість притягнення особи до відповідальності. В цивільному, трудовому, адміністративному праві обов'язок відшкодувати заподіяну шкоду також можна покласти лише на особу, діяння якої є причиною цієї шкоди.

## Методи встановлення причинного зв'язку
Причинний зв'язок є об'єктивним зв'язком, він існує поза нашою свідомістю і незалежно від неї. Причинність є загальним універсальним зв'язком, у світі немає явищ, котрі б не мали своїх причин.
Пізнання причин явищ має певне значення для розуміння їхньої сутності, закономірностей розвитку. Встановити причини — означає дати відповідь на запитання про те, чому явище відбувається, чим воно викликане, що знаходиться в його основі. Без з'ясування причин глибоке пізнання явищ неможливе. Але знайти причину явища — завдання нелегке, причина не лежить на поверхні явищ, не дана нам безпосередньо. Причина може бути визначена унаслідок глибокого! всебічного дослідження спостережуваного явища.
Пізнаючи причини явища, слід враховувати такі особливості причинного зв'язку.
1. Між причиною й наслідком існує послідовність у часі: спочатку виникає причина, а потім уже наслідок. Тому причину будь-якого явища необхідно шукати серед явищ, що передують йому. Явище ж, що виникло після спостережуваного явища, не може бути його причиною.
Але тимчасову послідовність явищ не можна ототожнювати з причинним зв'язком; те, що передує іншому, не обов'язково є його причиною; явище, котре виникло вслід за іншим, не обов'язково є наслідком цього явища. Так, за весною йде літо, за ніччю — день, і це зовсім не означає, що весна є причиною літа, а ніч причиною дня. Якщо ж просту послідовність явищ у часі приймати за причинний зв'язок, то допускаються логічної помилки, що дістала назви після цього, отже з цієї причини (post hoc, ergo propter hoc).
2. Чимало явищ викликаються не якоюсь однією певною причиною, а різними причинами. Наприклад, пожежа може стати наслідком умисного підпалу, або необережного поводження з вогнем, або несправністю електропроводки, або внаслідок удару блискавки. У таких випадках мають справу із сукупністю причин.
Під сукупністю причин розуміють такий причинний зв'язок, коли одне явище може бути викликане не якоюсь однією, а кількома причинами.
При сукупності причин визначити причину явища набагато важче, ніж тоді, коли явище викликане лише однією причиною. У судовому дослідженні це приводить до того, що необхідно не тільки встановити зв'язок явища з причиною, що його викликала, а й довести, що досліджуване явище не могло бути викликане ніякою іншою з можливих причин.
3. Чимало явищ є наслідком спільної дії двох або більше причин. У подібних випадках має місце змішування дій.
Змішування дій полягає в тому, що явище є наслідком спільної дії кількох причин.
Коли мають справу зі змішуванням дій, то слід встановити не тільки всі причини, а й роль кожної з них окремо. Для судової практики це положення означає, що треба, наприклад, не просто встановити всіх співучасників злочину, а й визначити роль кожного із спільників.
Пізнання причинного зв'язку — це не якийсь одноактний момент, а складний багатогранний процес. Визначаючи причини явища, застосовують усі логічні засоби і способи пізнання. Але в окремих найпростіших випадках причинний зв'язок може бути установлений за допомогою певних логічних засобів, що дістали назву методів установлення причинного зв'язку або методів наукової індукції. Таких методів п'ять: метод єдиної схожості, метод єдиної різниці, сполучений метод схожості і різниці, метод супутніх змін та метод остач (залишків).

## Причинний зв'язок як елемент об'єктивної сторони складу злочину
Причинний зв'язок як ознака об'єктивної сторони злочину підлягає встановленню у випадках, коли суспільно небезпечні наслідки є обов'язковою ознакою складу злочину, тобто в злочинах з матеріальним складом. Звідси випливає, що якщо відсутнє суспільно небезпечне діяння, то немає необхідності встановлювати причинний зв'язок, тому що немає першої (обов'язкової) ознаки об'єктивної сторони — діяння. У разі відсутності наслідку (за наявності суспільно небезпечного діяння) має місце замах на злочин, або склад формального злочину, або взагалі немає складу злочину. Якщо ж причинний зв'язок між діянням і наслідком не встановлений, об'єктивна сторона злочину з матеріальним складом відсутня внаслідок відсутності такої обов'язкової її ознаки, як причинний зв'язок.

## Об'єктивність причинного зв'язку
Причинний зв'язок — це об'єктивно існуючий зв'язок між причиною (суспільно небезпечним діянням) і наслідком (суспільно небезпечними наслідками). Причинний зв'язок між злочинним діянням і суспільно небезпечними наслідками існує об'єктивно як факт реальної дійсності поза свідомістю і волею людини — слідчого, прокурора, судді. Даний зв'язок як зв'язок між явищами об'єктивної дійсності є таким, що може бути пізнаним. Тому по кожній кримінальній справі для наявності об'єктивної сторони злочину з матеріальним складом необхідно встановити (вивчити, пізнати) не лише діяння, але і суспільно небезпечний наслідок, а також причинний зв'язок між діянням і наслідками як явищами реальної дійсності.
Причинний зв'язок має місце лише тоді, коли діяння виступає необхідною умовою, без якої неможливе настання наслідку.